# Јураја Хип (измишљени лик)
Јураја Хип је измишљени лик ког је створио Чарлс Дикенс у свом роману Дејвид Коперфилд из 1850. године. Хип је главни антагониста у другом делу романа. Његов лик је уочљив по понизности, слаткоречивости, полтронству и неискрености, често се позивајући на своју скромност. Његово име је постало синоним за полтронство.

## У роману
Дејвид се по први пут сусреће са петнаестогодишњим Хипом када он долази да живи са господином Викфилдом и његовом ћерком Агнес.
Јураја је радио код господина Викфилда као адвокатски приправник. Када је схватио да његов послодавац, који је удовац, има озбиљан проблем са пићем, одлучује да то искористи. Он намерно подржава Викфилдов алкохолизам, а затим га успешно убеђује да је током пијанства начинио финансијска недела. Да би дошао до радног места - уцењује послодавца и тако постаје партнер у адвокатској фирми. Признао је Дејвиду (ког мрзи) своје планове да изманипулише Агнес како би се удала за њега.
Јураја је лоше проценио када је као приправника запослио господина Микабер, мислећи да он никад не би прокоцкао своју финансијску стабилност откривањем Хипових преступа. Ипак, Микабер је поштен, и он, Дејвид и Томи Тредлс се уз доказе о преварама суочавају са Јурајом. Пустили су га да иде тек након што је (невољно) пристао да поднесе оставку и врати сав новац који је украо.
Касније у роману, Дејвид последњи пут среће Јурају. Овог пута је у затвору због банковних превара, и док чека пребачај, Хип представља модел понашања покајничког затвореника. Ипак, у разговору са Дејвидом, открива да је остао пун злобе.

## Порекло
Много тога из Дејвида Коперфилда је писано аутобиографски, и неки научници верују да су Хипови манири и физички изглед базирани на Хансу Кристијану Андерсену, ког је Дикенс упознао мало пре писања овог романа. Јураја Хипове сплетке и понашање су можда базирани и на Томасу Пауелу, запосленог код Томаса Чапмана, Дикенсовог пријатеља. Пауел се "увукао у Дикенсову кућу" и откривено је да је фалсификатор и крадљивац, проневеривши 10,000 фунти свог послодавца. Касније је нападао Дикенса у памфлетима, скрећући посебну пажњу на његову друштвену класу и порекло.

## Рок бенд
Британски рок бенд Јураја Хип, основан 1969. године у Лондону, назван је по овом лику.